# Warcraft
Warcraft (traducibile come "l'arte della guerra") è una saga fantasy creata dall'azienda statunitense Blizzard Entertainment, iniziata nel 1994 con la pubblicazione del videogioco strategico in tempo reale Warcraft: Orcs & Humans. In seguito oltre a molti videogiochi, principalmente per PC e Macintosh, sono stati prodotti romanzi, fumetti, un film, nonché giochi da tavolo e di carte collezionabili. L'ambientazione della serie che è stata via via sviluppata è nota come universo di Warcraft e riguarda una lunga storia di scontri e alleanze tra umani, orchi e molte altre specie intelligenti.
La saga è una delle più famose e longeve della storia dei videogiochi, con un'enorme comunità di appassionati.
Nella lista dei dieci giochi più importanti di tutti i tempi, stilata nel marzo 2007 da un comitato presieduto da Henry Lowood della Stanford University, è stata inclusa l'intera serie di Warcraft.

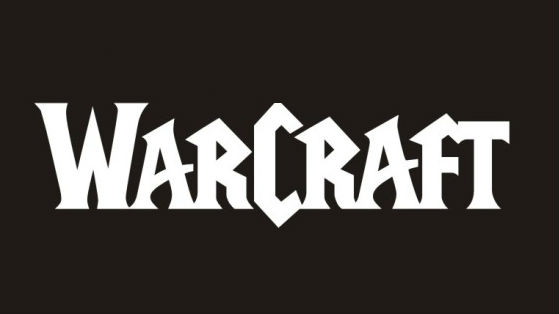
Logo semplificato (non ufficiale)

## Storia
Warcraft nasce come saga di videogiochi strategici in tempo reale, sulla scia del successo di Dune II, che aveva recentemente gettato le basi del genere nella sua forma più tipica. Warcraft: Orcs & Humans uscì nel novembre del 1994 per PC e nel 1996 per Macintosh e introdusse l'ambientazione principale, la terra di Azeroth, abitata dagli umani e invasa dagli orchi arrivati attraverso un portale magico. Il gioco permette di affrontare la campagna degli umani o degli orchi, oppure di scontrarsi in multigiocatore. Si raccolgono le risorse limitate oro e legname per poter costruire edifici e armare truppe.
A dicembre 1995 uscì il primo seguito, Warcraft II: Tides of Darkness, fornito poi dell'espansione Beyond the Dark Portal. Gioco ed espansione riuniti (The Dark Saga) uscirono anche per console, caso unico nella saga. Nella trama gli umani formano l'Alleanza con altre specie fantasy e gli orchi espandono analogamente la propria Orda; le fazioni giocabili restano comunque due, ma comprendono più specie. Le novità rispetto al predecessore includono scenari quattro volte più estesi, presenza anche di unità navali e aeree, la risorsa petrolio raccolta in mare, multigiocatore in rete fino a otto giocatori e un editor di livelli.
Si dovette attendere il 2002 per il terzo titolo, Warcraft III: Reign of Chaos, seguito dall'espansione The Frozen Throne nel 2003. Le fazioni controllabili salgono a quattro, con l'introduzione di elfi della notte e non morti. Nella trama gli orchi, in precedenza sconfitti, si stanno riorganizzando, mentre i non morti guidati dalla Legione Infuocata rappresentano il nuovo devastante invasore al quale le altre fazioni resistono. L'aspetto grafico venne molto rinnovato, passando al vero 3D, ma senza stravolgere lo stile scelto dalla Blizzard fin dall'inizio della saga. Mentre scompaiono quasi del tutto le unità navali, una grossa novità è la presenza di unità eroiche che si potenziano ed equipaggiano come in un videogioco di ruolo. Warcraft III fu l'ultimo titolo strategico.
Nel 2004 la serie videoludica cambiò completamente genere con l'uscita di World of Warcraft, un MMORPG di enorme successo, seguito da un gran numero di espansioni (ancora sviluppate negli anni 2020). Il giocatore controlla un singolo personaggio, scegliendone caratteristiche e professioni e affrontando missioni ed esplorazioni, anche con o contro altri utenti. Nell'ambientazione rimangono l'Orda e l'Alleanza e le specie controllabili sono molto numerose.
Dagli anni 2000 in poi sono inoltre uscite le molte altre opere di Warcraft appartenenti ad altri media, tra cui romanzi e fumetti che espandono parti di trama non direttamente affrontate nei videogiochi. Nel 2016 uscì il primo film, Warcraft - L'inizio, diretto da Duncan Jones e ispirato alle vicende del primo videogioco; inizialmente si prevedeva la sua continuazione in una trilogia. Il film non fu però un completo successo e di conseguenza, nonostante la saga in generale non abbia perso popolarità, col passare del tempo nessun seguito cinematografico si è concretizzato. Negli anni 2020 le possibilità di un nuovo film sono ancora aperte.

## Videogiochi

### Serie di strategia in tempo reale
- Warcraft: Orcs & Humans (1994)
- Warcraft II: Tides of Darkness (1995)
  - Warcraft II: Beyond the Dark Portal (1996) - espansione di Warcraft II: Tides of Darkness
  - Warcraft II: The Dark Saga (1997) - edizione di Warcraft II: Tides of Darkness più espansione per PlayStation e Sega Saturn
  - Warcraft II: Battle.net Edition (1999) - edizione speciale di Warcraft II: Tides of Darkness che in più permette di giocare in multiplayer sul server Battle.net.
- Warcraft III: Reign of Chaos (2002)
  - Warcraft III: The Frozen Throne (2003) - espansione di Warcraft III: Reign of Chaos
  - World Editor di Warcraft III

### Serie MMORPG
- World of Warcraft (2004)
  - World of Warcraft: The Burning Crusade (2007) - prima espansione di World of Warcraft
  - World of Warcraft: Wrath of the Lich King (2008) - seconda espansione di World of Warcraft
  - World of Warcraft: Cataclysm (2010) - terza espansione di World of Warcraft
  - World of Warcraft: Mists of Pandaria (2012) - quarta espansione di World of Warcraft
  - World of Warcraft: Warlords of Draenor (2014) - quinta espansione di World of Warcraft
  - World of Warcraft: Legion (2016) - sesta espansione di World of Warcraft
  - World of Warcraft: Battle for Azeroth (2018) - settima espansione di World of Warcraft
  - World of Warcraft: Shadowlands (2020) - ottava espansione di World of Warcraft
  - World of Warcraft: Dragonflight (2022) - nona espansione di World of Warcraft
  - World of Warcaft: The War War Within (in uscita 2024) - decima espansione di World of Warcraft

### Altri
- Hearthstone: Heroes of Warcraft (2014) genere GCC
- Heroes of the Storm (2015) un crossover con personaggi di altri titoli Blizzard, genere MOBA
- Warcraft Rumble (2023) un mobile game free-to-play genere strategia in tempo reale

Nel 1998 è stata annullata la produzione di Warcraft Adventures: Lord of the Clans.

## Narrativa

### Romanzi
Serie Warcraft
- Of Blood and Honor (gennaio 2001), di Chris Metzen
- Day of the Dragon (febbraio 2001), di Richard A. Knaak
- Lord of the Clans (ottobre 2001), di Christie Golden
- L'ultimo Guardiano (The Last Guardian, dicembre 2001), di Jeff Grubb
- Trilogia della Guerra degli Antichi
  - Il Pozzo dell'Eternità (The Well of Eternity, marzo 2004), di Richard A. Knaak, traduzione di Sacha Rosel
  - L'Anima dei Demoni (The Demon Soul, ottobre 2004), di Richard A. Knaak, traduzione di Sacha Rosel
  - L'abisso (The Sundering, luglio 2005), di Richard A. Knaak, traduzione di Sacha Rosel

Serie World of Warcraft
- Il ciclo dell'odio (Cycle of Hatred, gennaio 2006), di Keith R. A. DeCandido
- L'ascesa dell'Orda (Rise of the Horde, dicembre 2006), di Christie Golden
- La discesa delle tenebre (Tides of Darkness, agosto 2007), di Aaron Rosenberg
- Oltre il Portale Oscuro (Beyond the Dark Portal, giugno 2008), di Aaron Rosenberg e Christie Golden
- La notte del drago (Night of the Dragon, novembre 2008), di Richard A. Knaak
- Arthas - L'ascesa del Re dei Lich (Arthas: Rise of the Lich King, maggio 2009), di Christie Golden
- La distruzione - Preludio al Cataclisma (The Shattering: Prelude to Cataclysm, ottobre 2010), di Christie Golden
- Thrall - Il crepuscolo degli Aspetti (Thrall: Twilight of the Aspects, luglio 2011), di Christie Golden
- Cuore di lupo (Wolfheart, settembre 2011), di Richard A. Knaak
- Jaina Marefiero - Venti di guerra (Jaina Proudmoore: Tides of War, agosto 2012), di Christie Golden
- Vol'jin - Gli spettri dell'Orda (Vol'jin: Shadows of the Horde, luglio 2013), di Michael A. Stackpole
- Grantempesta (Stormrage, marzo 2014), di Richard A. Knaak
- Cronache (aprile 2014)
- L'aurora degli Aspetti (Dawn of the Aspects), di Richard A. Knaak
- Crimini di guerra (War Crimes, maggio 2014), di Christie Golden
- Illidan (aprile 2016), di William King
- Prima della tempesta (Before the Storm, giugno 2018), di Christie Golden

Serie World of Warcraft - Traveler
- Traveler (2016), di Greg Weisman
- Traveler: La Spirale (Traveler: The Spiral Path, febbraio 2018), di Greg Weisman
- Traveler: The Shining Blade (dicembre 2019), di Madeleine Roux

Serie Warcraft, l'inizio (tratti dal film)
- Warcraft (giugno 2016), di Christie Golden (romanzo ufficiale del film)
- Durotan (maggio 2016), di Christie Golden (prequel ufficiale del film)

### Storie brevi
Pubblicate sul web:
- The War Effort[8]
- The War of the Shifting Sands[9], di Micky Neilson (tradotto e pubblicato nel volume: Cronache)
- Road To Damnation[10], di Evelyn Fredericksen (tradotto e pubblicato nel volume: Cronache)
- Unbroken[11], di Micky Neilson (tradotto e pubblicato nel volume: Cronache)
- Glory, di Evelyn Fredericksen[12]
- Silver Hand, Ebon Blade[13], di Raphael Ahad (prima classificata di un contest di scrittura ufficiale)
- La carica degli Aspetti[14], di Matt Burns (incluso nel romanzo: L'Aurora Degli Aspetti)

Serie Leaders
Tutti i racconti di questa serie sono stati pubblicati, insieme ad altre storie brevi, in un unico volume: Cronache
- Genn Mantogrigio: Signore del branco, di James Waugh
- Garrosh Malogrido: Cuore di Guerra, di Sarah Pine
- Gallywix: I segreti di un Principe del Commercio, di Gavin Jurgens-Fyhrie
- Concilio dei Tre Martelli: Ferro e fuoco, di Matt Burns
- Vol'jin: Il giudizio, di Brian Kindregan
- Gelbin Mekkatork: Taglia Corto, di Cameron Dayton
- Baine Zoccolo Sanguinario: Come i nostri avi prima di noi, di Steven Nix
- Tyrande & Malfurion: I semi della fede, di Valerie Watrous
- Sylvanas Ventolesto: Ai confini della notte, di Dave Kosak
- Varian Wrynn: Il sangue dei nostri padri, di E. Daniel Arey
- Lor'themar Theron: All'ombra del Sole, di Sarah Pine
- Velen: La lezione del Profeta, di Marc Hutcheson

Serie Destinazione Pandaria
- La Prova dei Fiori Rossi, di Cameron Dayton
- Quando il sole sanguina, di Matt Burns
- La pergamena bianca, di Gavin Jurgens-Fyhrie
- Morte dall'alto, di Robert Brooks
- La forza dell'acciaio, di Raphael Ahad
- In mare aperto, di Ryan Quinn
- La valle indomita, di Robert Brooks
- La grande caccia alla giada, di Matt Burns
- I Fardelli di Shaohao
- Diario di Viaggio di Li Li
- Missione a Pandaria, di Sarah Pine

Serie Un mondo selvaggio
- I Signori Della Guerra[16]
- Malogrido[17]
- Codice di dominio[18]
- Gli Apocrifi[19]

Hearthstone
- Il Locandiere[20]
- Il Locandiere, parte II - L'avventore misterioso[21]
- Il diario del Locandiere – Un raduno... sferragliante![22]

## Fumetti
- World of Warcraft: Il Fumetto (World of Warcraft: The Comic), di Walter Simonson, Ludo Lullabi e Sandra Hope, pubblicato in Italia da Panini Comics.
- World of Warcraft: Ashbringer, di Micky Neilson, Ludo Lullabi e Tony Washington, pubblicato da Panini Comincs
- La maledizione dei worgen (Curse of the Worgen), di Micky Neilson, James Waugh, Ludo Lullabi e Tony Washington
- Pearl of Pandaria, di Micky Neilson e Sean Galloway
- I cavalieri oscuri (Darkriders), di Mike Costa e Neil Googe
- Giuramento di sangue, di Doug Wagner e Jheremy Raapack

### Fumetti online
- Warlords of Draenor
  - Gul'dan e lo Straniero[23]
  - Manonera [24]
  - Sangue e Tuono[25]
- Legion
  - Magni - Cuore di Pietra[26]
  - Nobili Oscuri - Il Crepuscolo di Suramar[27]
  - Alto Monte - Una Montagna Divisa[28]
  - Anduin - Il Figlio del Lupo[29]

### Manga
- Sunwell: la trilogia (The Sunwell Trilogy), di Richard A. Knaak e Kim Jae-Hwan.[30]
  - Dragon Hunt - Caccia al drago
  - Shadows of Ice - Le ombre del ghiaccio
  - Ghostlands - Le terre fantasma
- Shadow Wing, di Richard A. Knaak e Kim Jae-Hwan.
  - The Dragons of Outland
  - Nexus Point
- Legends, diverse storie scritte da Richard A. Knaak, Troy Lewter, Dan Jolley, Grace Randolph, Aaron Sparrow, Christie Golden, Tim Beedle, Evelyn Fredericksen e Louise Simonson
- Serie World of Warcraft: Character class
  - World of Warcraft: Death Knight
  - World of Warcraft: Mage
  - World of Warcraft: Shaman

## Film
Il 1º giugno 2016 Legendary Pictures e Universal Studios in accordo con Blizzard Entertainment hanno pubblicato il primo di una presunta serie di film sulla saga, intitolato Warcraft - L'inizio, per la regia di Duncan Jones, che vede Travis Fimmel nei panni dell'eroe umano Anduin Lothar e Toby Kebbell nei panni dell'orco Durotan.

## Giochi
- Warcraft: il gioco di ruolo (Warcraft: the Roleplaying Game) - gioco di ruolo cartaceo
- World of Warcraft: the Roleplaying Game - gioco di ruolo cartaceo
- Warcraft: The Board Game - gioco da tavolo
- World of Warcraft: The Board Game - gioco da tavolo
  - Shadow of War, espansione di World of Warcraft: The Board Game - gioco da tavolo
- World of Warcraft: The Adventure Game - gioco da tavolo
- World of Warcraft Trading Card Game - gioco di carte collezionabili
- World of Warcraft Miniatures Game - gioco di miniature collezionabili

Sono inoltre state prodotte delle versioni a tema Warcraft di altri giochi da tavolo: Monopoly (2012), Trivial Pursuit (2013), Small World (2020) e Pandemia (2021).

## Adattamento in italiano
A partire da Warcraft II la serie ha avuto adattamenti in italiano di testo e doppiaggio. Fino al 2012, l'adattamento dell'ambientazione in italiano era parziale: per i personaggi, i cognomi venivano mantenuti in inglese, così come alcuni titoli (es. Uther the Lightbringer). Per quanto riguarda i nomi dei luoghi, alcuni mantenevano la forma originale (es. Ashenvale) mentre altri venivano tradotti, in alcuni casi per intero (es. Eastern Kingdoms, "Regni Orientali"), in altri solo in parte (es. Dustwallow Marsh, "Acquitrini di Dustwallow"). Le traduzioni inoltre, non essendo ben definite, potevano variare da un media all'altro, così che Plaguelands era tradotto come "Terre Infette" nei manuali del gioco di ruolo (nome utilizzato correntemente) e come "Terre Appestate" in Arthas - L'ascesa del Re dei Lich.
Più o meno in concomitanza con l'uscita della quarta espansione di World of Warcraft, Mists of Pandaria, Blizzard Entertainment ha attuato la localizzazione completa dell'ambientazione in italiano, sostituendo tutti i termini inglesi e traducibili ancora utilizzati con altri italiani, compresi i cognomi e i luoghi (così che i precedentemente citati Ashenvale e Dustwallow Marsh sono definitivamente divenuti Valtetra e Acquemorte).